# 高市屋守
高市 屋守（たけち の やもり、生没年不詳）は、奈良時代中期から後期にかけての官人。姓は連。官位は外従五位下・園池正。

## 経歴
孝謙朝の天平勝宝8歳12月（756年12月 - 757年1月）、大和国高市郡擬大領、従七位上として、東大寺領飛騨坂所公験に署名がある。
その後、しばらく記録が途絶えるが、光仁朝の宝亀6年（775年）正月、正六位上から外従五位下に叙せられる。宝亀7年（776年）3月に西市正になるが、数日もしないうちに長背広足と官職を交換するかのように、園池正に就任している。

## 官歴
注記のないものは『続日本紀』による。
- 天平勝宝8歳12月（756年12月 - 757年1月）大和国高市郡擬大領・従七位上（『大日本古文書』より）
- 時期不詳：正六位上
- 宝亀6年（775年）正月16日：外従五位下
- 宝亀7年（776年）3月5日：園池正。3月8日：西市正